# Daurance Williams
Daurance Williams (né le 13 mai 1983 à Trinité-et-Tobago) est un footballeur international trinidadien, qui évolue au poste de gardien de but.

## Biographie

### Carrière en sélection
Avec l'équipe de Trinité-et-Tobago, il joue 16 matchs (pour aucun but inscrit) entre 2002 et 2005. 
Il figure dans le groupe des sélectionnés lors des Gold Cup de 2005 et de 2007, où son équipe est éliminée à chaque fois au premier tour.
Il joue également un match comptant pour les tours préliminaires de la coupe du monde 2006.

## Palmarès
| San Juan Jabloteh - Championnat de Trinité-et-Tobago (4) : - Champion : 2002, 2003, 2007 et 2008. - Vice-champion : 2005. - Coupe de Trinité-et-Tobago (1) : - Vainqueur : 2005. - Coupe FCB de Trinité-et-Tobago (1) : - Vainqueur : 2003. - Finaliste : 2005. - Coupe Pro Bowl de Trinité-et-Tobago (3) : - Vainqueur : 2003, 2005 et 2006. - Finaliste : 2001 et 2004. - Coupe Toyota Classic de Trinité-et-Tobago (1') : - Vainqueur : 2008. - Finaliste : 2005 et 2007. - CFU Club Championship (1) : - Vainqueur : 2003. |  | Joe Public - Championnat de Trinité-et-Tobago (1) : - Champion : 2009. - Coupe de Trinité-et-Tobago (1) : - Vainqueur : 2009. - Coupe FCB de Trinité-et-Tobago : - Finaliste : 2009. - Coupe Pro Bowl de Trinité-et-Tobago (1) : - Vainqueur : 2009. - Coupe Toyota Classic de Trinité-et-Tobago (1) : - Vainqueur : 2009. |